# Dionchus remorae
Dionchus remorae är en plattmaskart. Dionchus remorae ingår i släktet Dionchus och familjen Dionchidae. Inga underarter finns listade i Catalogue of Life.